# 波多野ミキ
波多野 ミキ（はたの みき、1934年 ‐ ）は、日本の教育者でカウンセラー、元女優、翻訳家。
夫は法学者の波多野里望、息子は小説家の波多野鷹。

## 来歴
高校卒業後、NHK劇団で女優となる。
読売新聞に掲載された記事をきっかけに波多野里望と知り合い結婚する。
社交上などからも大学での勉強の必要性を感じ、大学受験する。
早稲田大学文学部仏文専修を卒業し、大学院に進学も、妊娠したため退学した。
その後、東洋大学文学部教育学科へ学士入学、教育学士と社会教育主事の資格を取得する。
義母の波多野勤子が創立した波多野ファミリースクールで副理事長に就任し、教育活動を行う。
また、日本家庭福祉会理事長や東京家庭裁判所の家事調停協会副会長、日本尊厳死協会副理事長を務めたほか、国際法学者の里望と共に海外での活動経験も豊富である。
教育に関する本を多く執筆し、波多野 未記のペンネームでフランス文学の翻訳を手掛けた。その半生は、里望の著した『心謝』の中で語られている。

## 著書

### 単著
- 『おかあさん教師』（青春出版社） 1977年
- 『子どもの上手な叱り方・下手な叱り方』（三笠書房） 1990年、のち改訂（知的生き方文庫） 2003年・2006年
- 『新米ママのための3歳までのしつけ』（ナツメ社） 1991年
- 『子どもの上手な叱り方・下手な叱り方 実例集』（三笠書房） 1994年
- 『男の子ですよ!』（成美堂出版） 2001年
- 『女の子ですよ!』（成美堂出版） 2001年
- 『子どもが一週間で変わる親の「この一言」』（三笠書房） 2003年
- 『がんばる「力」をもてる子に』（PHP研究所） 2005年
- 『男の子はなぜ言うことを聞かないの?』（現代書林） 2008年
- 『小学生までにこれだけは！ 直しておきたい苦手習慣33』（PHP研究所） 2010年
- 『子供を追いつめる親のひと言』（PHPエディターズ・グループ） 2011年

### 共著
- 『マンガでわかる子どもが一週間で変わる親の「この一言」』（板橋敦子画、三笠書房） 2003年
- 『自己肯定感の育て方』（今井和子, 堀内節子共著、ほんの木） 2007年
- 『こころを育むママのシンプルな習慣』（八木橋麗代画、かんき出版） 2011年
- 『からだと知力を伸ばすママのシンプルな習慣』（八木橋麗代画、かんき出版） 2011年

### 監修
- 『〈マンガ〉子どもの上手な叱り方・下手な叱り方』（小川京美画、三笠書房） 2008年

## 翻訳
- 『水晶の宮殿』（A・コレノ、あかね書房） 1967年
- 『かもめ隊の少女』（トウードウース、集英社） 1976年
- 『美しいローレット』（ディエレット、石坂洋次郎, 高橋健二, 波多野勤子監修、集英社） 1977年
- 『家なき子』（エクトル・マロ、集英社、子供のための世界文学の森） 1978年、のち再刊 1994年